# Det sajjadiska manuskriptet

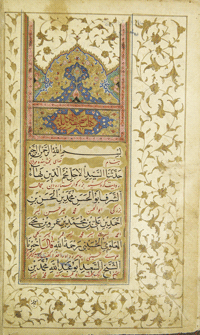
En sida från Det sajjadiska manuskriptet.

Det sajjadiska manuskriptet (arabiska: الصحيفة السجادية), även känt som as-Sahifat as-Sajjadiyyah, är en bok med 54 åkallelser som tillskrivs den fjärde shiaimamen Ali ibn Husayn Zayn al-Abidin, den islamiske profeten Muhammeds barnbarnsbarn. Enligt återberättelserna sägs boken ha sammanställts efter Slaget vid Karbala (680 e.Kr.) och beskriver förhållandet mellan människan och Gud. Även om boken huvudsakligen är en samling islamisk kunskap och tankar i form av åkallelser, sägs den ha spelat en viktig roll i upproret mot umayyaderna. Enligt vissa lärda är Det sajjadiska manuskriptet ett exempel på den högsta formen för vältalighet, och dess innehåll har beskrivits och förklarats i många kommentarböcker. Boken är en av shiamuslimernas viktigaste böcker efter Koranen och Nahj al-Balagha. Boken är känd som "Ahl al-Bayts evangeliebok" och "Muhammeds familjs psalmer".
Boken har översatts till både svenska och engelska.